# 阪急500形電車 (2代)

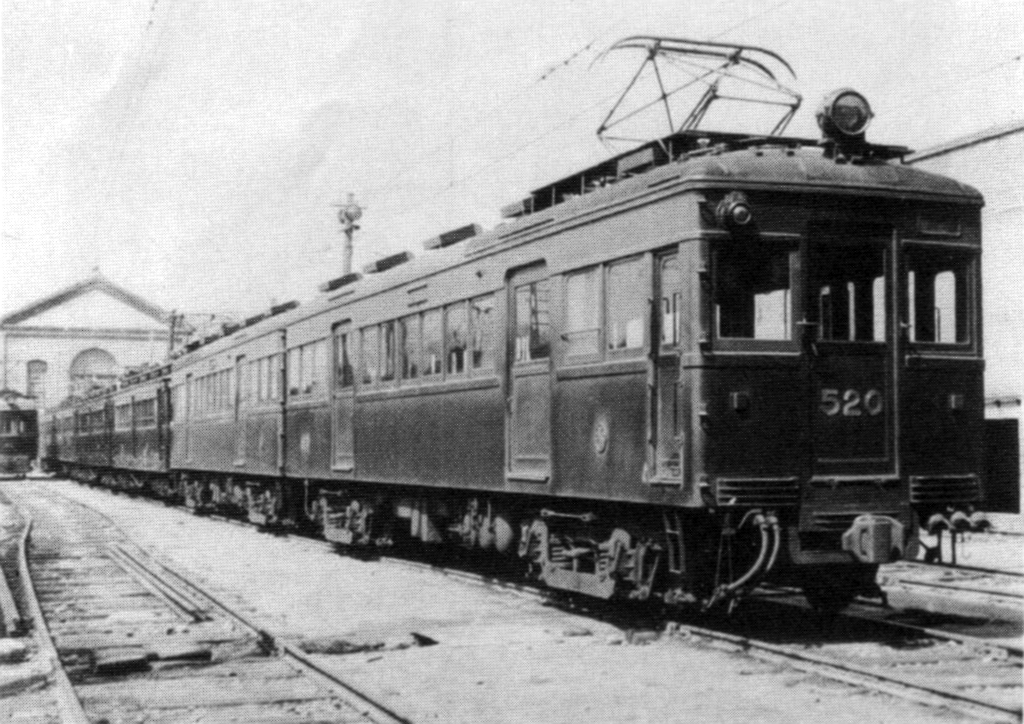
520（1941年）

阪急500形電車（はんきゅう500がたでんしゃ）は、かつて阪神急行電鉄及び京阪神急行電鉄（ともに現在の阪急電鉄）に在籍した小型の通勤形電車である。先に宝塚線に登場した380形の増備車及び同線の輸送力増強用として1938年から1943年にかけて31両が製造された。

## 登場の背景
阪急宝塚線は、沿線の宅地化が進んだ事から、1926年には51形を使用して3両編成での運転を開始、1941年5月からは池田駅折り返し列車の4両編成化を行い、同時に、320形や380形といった新車の投入や神戸線から300形を転属させることも行うなど、宝塚線の車両が小型車であることから輸送力増強には増結と増発で対応していた。
また、この時期には阪急創業時からの1形も半数近くが宝塚線に残存していたが、51形以降の各形式に比べるとやや小型かつ非力で輸送力確保には難があったことから、今津線などの支線運用への転出が検討されていた。こうした背景をもとに、本形式が製造されることとなった。

## 概要
320形・380形に続く宝塚線用車両として、1938年4月に1次車として500 - 511の12両が、1940年12月に2次車として512 - 521の10両が、1943年3月に3次車として522 - 530の9両が川崎車輌で製造された。
基本的なデザインは1936年に製造された380形を継承するが、広幅貫通路を持つ片運転台車となった。920系のようなMc-Tcの編成とは異なり、当時の宝塚線の橋梁の荷重負担力の関係で1両にモーター2基を搭載したMc-Mcの2両編成を組んでいた。パンタグラフは各車に1台、貫通部の連結器も自動連結器で、単独走行も可能であった。偶数車が梅田向き、奇数車が宝塚向きである。
さらに、神戸線及びその支線で使用する場合を考慮して、客室扉には引き出し式のステップを用意していた。また、それまで製造された車両では、社紋が車体中央部に設けられた唐草模様をあしらった菱枠の上に取り付けられていたが、本形式からはこの菱枠が省略されたうえに社紋の取り付け位置が車端部に変更された。
本形式の製造された時期は、同時期に製造された920系をはじめ、鉄道省及び他社の車両同様、戦前の鉄道車両の製造技術が頂点に達した時期から日中戦争の長期化と太平洋戦争開戦に伴って戦時体制が強化された時期に重なっており、製造時期によって細部に差異が見受けられた。項目ごとの概要については以下のとおり。

### 車体
380形及び920系をベースとした軽量構造の全鋼製車体であり、車体長は約15m、側面窓配置はd1(1)D6D(1)2（d：乗務員扉、D：客用扉、(1)：戸袋窓）の片運転台車で、スマートな平帯のウインドシルに電気溶接を多用したリベットレスの車体、前面は320形同様中央に貫通扉を配した3枚窓で、運転台側幕板部に行先方向幕、助士台側幕板部に尾灯を配し、妻面には広幅貫通路を設けた。車体幅は380形同様約2.4mで、車体重量も380形と同じ20.4tである。
屋根には385で試用され、920系3次車以降で本格的に採用された押込形ベンチレータとなり、ランボードの両側に4基取り付けられた。座席は380形同様、パイプ式の袖仕切となったロングシートである。ただ、3次車のみは太平洋戦争開始後の1942年に製造が認可されたことから、資材節約のために屋根が木製となって全体に絶縁及び防水用のキャンバスが張られ、屋根そのものが浅くなったことでその分幕板が広くなったために、1,2次車に比べると雰囲気が異なってしまった。また、1次車では全ての側窓下部に取り付けられていた保護棒が、2次車以降は戸袋窓下部のみの取付に変更されたことから、1次車では側窓が全開できたものが、2・3次車では半開止まりに変更された。
500形は920系を宝塚線向けに小型化したスタイルであり、ミニ920系と呼ぶにふさわしいものであった。本形式及び320・380形は、阪神851・861・881形や南海1251形、大軌デボ600形といった同時期に登場した他社の15mクラスの小型車とともに、よくまとまったスタイルからその後長きにわたって鉄道ファンに親しまれる車両となった。

### 主要機器
台車は380形同様住友金属工業製の鋳鋼台車を採用し、1次車のみ軸受にスウェーデンSKF社製のローラーベアリングを採用したH-63,64を履いたが、2次車以降は第二次世界大戦の影響もあり高品質のローラーベアリングの使用が困難になったことから、軸受をプレーンベアリングとしたH-5及びH-5-イを履いた 。
主電動機は、1次車では新造品の芝浦製作所製SE-121Eを搭載したが、2次車では300形304・305の宝塚線転入時におけるモーター半減分と306～309のモーターの換装によって捻出されたゼネラル・エレクトリック社製GE-240Aを搭載、3次車では物資不足の折から手持ちのGE-240AとSE-121Eを搭載した。いずれも380形同様、宝塚線の橋梁の荷重負担能力から1両あたり2基搭載した。
駆動方式は吊り掛け式、制御器もモーター同様、1次車では新造品の電空カム軸式の芝浦83-PC-1を搭載したが、2次車では306～309の制御器の換装によって捻出されたゼネラル・エレクトリック社製PC-12を搭載したほか、不足分は芝浦83-PC-1を新製して搭載、3次車ではこちらも手持ち品活用のPC-12及び83-PC-1を搭載した。歯車比は380形と同じ20:55(1:2.75)である。
ブレーキは1次車では380形と同じM三動弁を使用するAMM自動空気ブレーキであるが、2次車及び3次車では宝塚線初となるA型動作弁を採用したAMA自動空気ブレーキとなった。

## 戦前から戦中まで

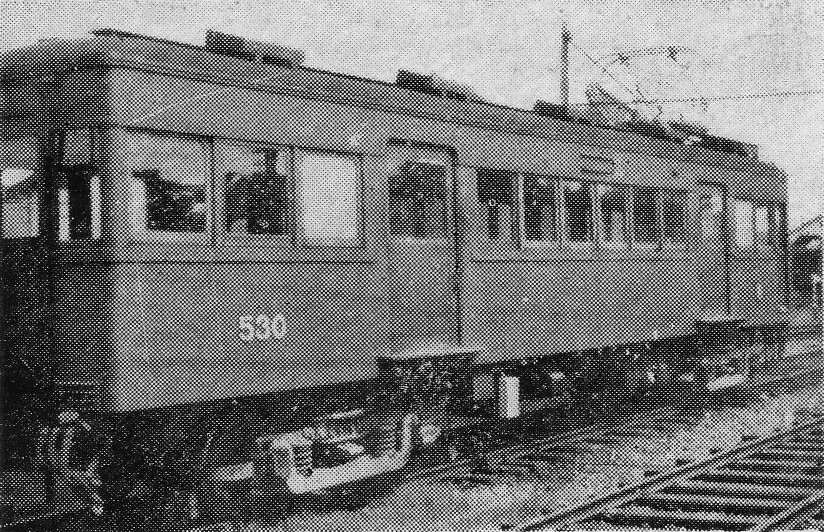
端数となった530（1952年）

本形式も先に登場した320・380の両形式同様、急行から普通まで宝塚線及び箕面線での運用を開始した。宝塚線初採用となった広幅貫通路は、1次車の運行開始時には線内の一部に急曲線が存在したことから、2次車が登場した1940年12月まで貫通路を閉鎖して運行していた。3度に渡る増備の過程で1形を全車今津線に転出させたことから、宝塚線では51形の38両に次ぐ第2位の在籍数を有する形式となり、全線で幅広く運用されたことから、一躍宝塚線の主役に躍り出た。ただ、920系に似た軽快な車体を持っていても380形同様82kw級モーターを2基しか搭載しなかったことから、82kW×2＝164kWと出力不足は改善されず、現在の大阪駅ガード下及び阪急百貨店内にあった梅田駅を発車して東海道本線の跨線橋を過ぎた時点で急勾配で高架に駆け上がる際は、軽快に駆け上がる48kW×4＝192kWの320形とは異なり、本形式は380形ともども｢牛のような歩み」と評されるほどかなり苦しい走りぶりで高架線へ駆け上がっていった。このため、神戸線の900形や920系との十三までの複々線区間における競争はまったく勝負にならず、当時の鉄道ファンからも ｢（500形は）見た目はスマートだが、神戸線の電車とは勝負にならない」と評された。1939年には1次車に前照灯にフードを取り付けるなどの灯火管制工事を実施している。
最後に製造された3次車の522～530については、物資不足が深刻になってきたことから9両という中途半端な両数で製造が終わってしまい、530の相手となる車両は製造されなかった。このため、530は380形のラストナンバーである385と2連を組んだが、この際、530は広幅貫通路を閉鎖していた。太平洋戦争末期の1945年には一部の車両が神戸線へ転出、今津線に投入されて引き出し式のステップが活用されることとなった。ただ、空襲で502と520の2両が被災、戦後しばらくして復旧したほか、今津線で運用されていた車両も再び宝塚線に復帰した。また、戦後まもなく灯火管制用の装備が撤去されている。1949年に550形が15両製造されたが、こちらも同形式で2両編成を組むとラストナンバーの564が余ったことから、530を方向転換の上パンタグラフ及び制御器を撤去、550形の奇数車同様に特Mと呼ばれるモーター搭載の制御車扱いとされた。

## 規格向上工事前後
戦後3～4両編成での運行が増加するにつれて、本形式のみの2,4両編成のほか、性能が同じ300形300～309や380形と連結した3両編成、550形との4両編成、1950年から1952年にかけて付随車化及び完全半鋼化改造が実施された1形を中間に組み込んだ3両編成を組成した編成が現れるようになった。また、1951年には550形の最終増備車である565が登場し、564と2両編成を組むことになったことから、530は再び連結相手を失うこととなった。今度は再度偶数向きに方向転換を行って撤去していたパンタグラフと制御器を装備、貫通路を閉鎖して528の梅田側に連結されて530-528-529で3両編成を組むこととなった。
1952年の規格向上工事の際には、ドア部分に従来の引き出し式のステップに替えて固定式のステップを取り付けたことから、車体幅が約2.69mに拡大されている。この前後に1形を組み込んでいた編成は、1形を51形や300形の中間車として供出するために編成から外したことから、530-528-529の3両編成を除いて再び全車2両編成を基本に、前述の組み合わせで運行されていた。
1953年から1956年にかけて、51形の610系への鋼体化改造が行われたが、その際、51形が履いていたブリル27MCB2台車の荷重負担能力の関係で、本形式がそれまで履いていたH-5などの住友製鋳鋼台車を610系に譲り、代わりに51形から捻出されたブリル27MCB2を履くことになり、併せて電装品も51形と振り替えて、モーターはGE-263を4基、制御器はPC-5を装備することとなった。ただ、51形のうちブリル27MCB2を履いていたのは51～74の24両だったことから、不足分については電動貨車の物を流用している。振替工事は1952年8月に行われた530-528-529の3連を皮切りに順次実施、スペックダウンはしたものの、51形と同じ電装品を用いていた320形や300形310～319と機器統一が行われて連結可能となったことから、82kw級モーター4基を搭載して1形2両を中間に組み込んだ300形300～309以外の小型車を同一グループとして運用することができるようになり、運用効率の向上に寄与した。この過程で一部の編成は51形の中間に組み込まれていた1形を組み込み、再び3両編成を組むこととなった。また、その後しばらくして奇数車のパンタグラフが撤去され、奇数車の単独走行は不可能となった。

## 輸送力増強と支線転出
1956年2月に発生した庄内事件では、上下線に停車する本形式が群衆に取り囲まれて立ち往生する写真が新聞に掲載された。事件以降は小型車の4・5両編成での運行が常態化したことから、両運転台車で増結に重宝する320形と380形の需要が高まり、先に今津線に転出していた両形式を宝塚線に復帰させると共に、1200系の製造に際して電装解除された300形310～315の電装品を活用して380形の再電装を実施、本形式のうち1形を組み込んだ3連の一部が今津線に転出した。また1200系の登場後は、中間の付随車も1200系への置き換えで廃車された1形から、電装解除の上付随車化された300形の300・302～315に差し替えられたほか、530については300形のうち唯一制御車として残った301と組んで2両編成を組成した。
1950年代後半から1960年代初頭にかけては、宝塚線向けの新車として1100系が増備されたが、宝塚線全体の輸送力増強が焦眉の急であり、本形式は一部の編成が今津線と宝塚線との転出入を繰り返していたが、大半の編成は320形、380形との混結で5両編成を組んで、朝夕ラッシュ時の箕面線直通の準急運用や普通運用を中心に充当されていた。その後、宝塚線への2100系や2021系の増備、神戸線への2000系増備による920系の宝塚線転入に伴って小型車の運用機会は縮小、1960年以降は550形の一部も巻き込んで小型車の西宮車庫への転出が増加、本形式も今津線における輸送力増強に寄与したほか、伊丹線での運用も開始した。1962年1月には530と2連を組んでいた301が1形のうち最後まで残っていた32と共に廃車されたため、今度は530と付随車の300が編成を組み、530-300-528-529の4両編成で運用された。そして1963年12月のダイヤ改正を契機に、本形式も箕面線用に残された530-300-528-529の4両編成以外の全編成が西宮車庫に転出し、今津線など神戸線の支線で運用されるようになった。なお、箕面線に残った4両編成については、528-529を518-313-519に差し替えて5両編成化されている。

## 他社への転出と晩年
本形式は、320形や380形と同様、1960年代後半に予定された神宝線の架線電圧1500Vへの昇圧に際しては昇圧改造の対象外となり、1964年以降昇圧即応車の3000・3100系に置き換えられることとなった。本形式においても1965年10月から中間に組み込んでいた300形を外して運用を離脱する車両が現れ、1966年12月には最後まで箕面線で運用されていた530-300-518-313-519の5両編成が、同線に復帰した550形と交代する形で西宮車庫に転出、ついに長年走り続けた宝塚・箕面両線から姿を消した。残された神戸線支線運用も昇圧を前とした1967年6月に終了、全車運用離脱した。

### 広島電鉄

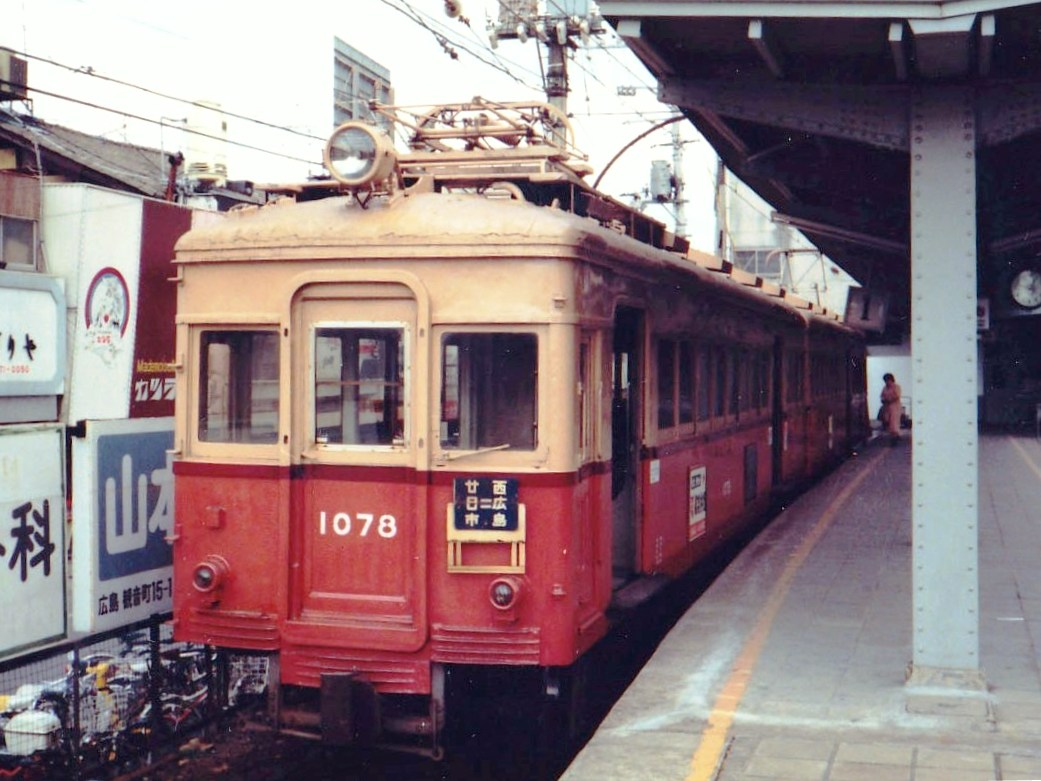
広電西広島駅に停車中の広島電鉄1070型電車。塗装と尾灯位置の変更で、阪急・能勢電時代と大きく印象が異なる。1982年撮影

500-505及び508-509の8両は広島電鉄に譲渡され、1070形の1071 - 1078となった。この8両は1967年10月17日付で廃車となり、広電入線に際してドア位置の変更などの改造を行い、宮島線での運行を開始した。
能勢電鉄での運用終了後も、広電1070形は従前同様宮島線で運行されていたが、低床車の増備に伴う宮島線と市内線との直通運転の拡大により次第に運用される機会が少なくなり、1988年10月までに廃車された。
なお両社間における類似した譲渡としては、同形式の後にも阪急210系→広電1080形が存在している。

### 能勢電気軌道→能勢電鉄

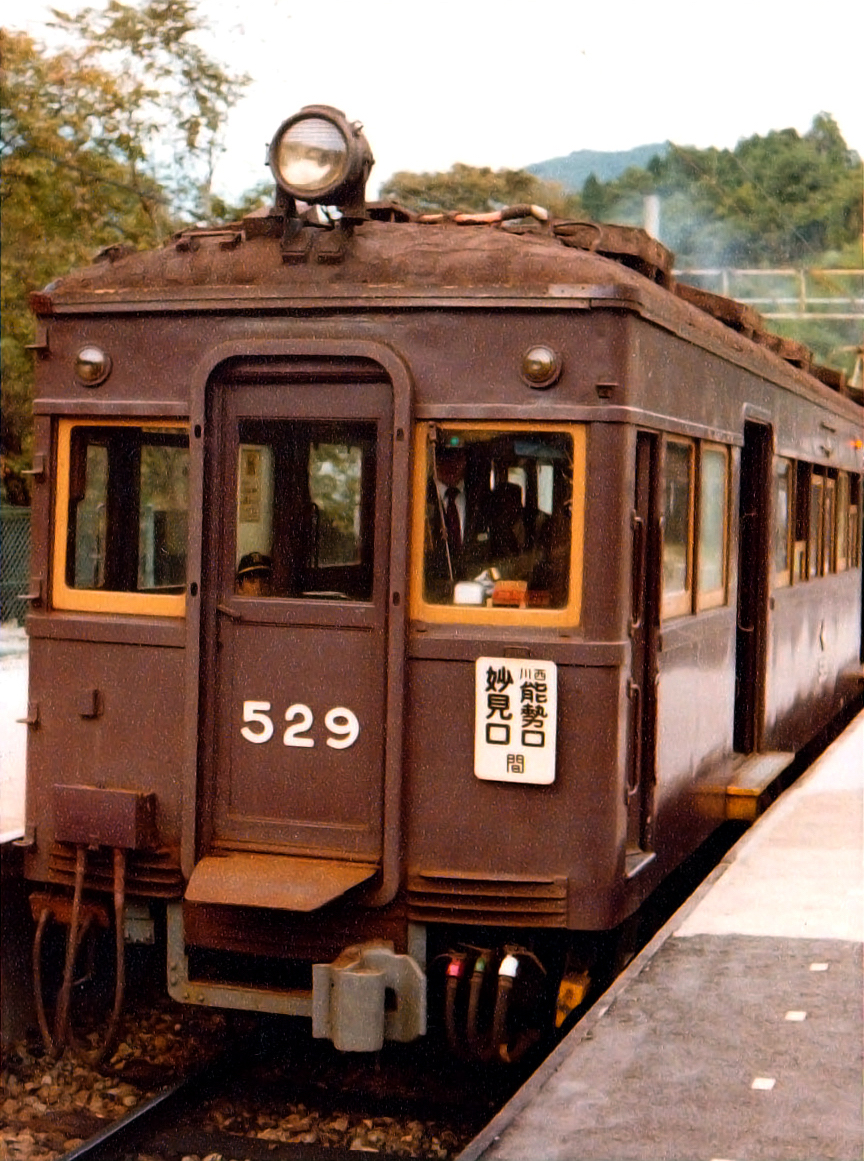
妙見口駅に停車中の能勢電鉄500型電車。1979年撮影

一方、残った506・507・510～530の23両は、先に転入していた320形に続いて能勢電気軌道に貸与されることとなり、1967年10月までに平野車庫に搬入されて構内に留置された。
同社では、同年10月3日付で得た518～523の貸与契約を阪急との間に同年10月24日付で成立させて整備の上運行を開始、最後まで残っていた元P-4・P-5の10・20形を置き換えるとともに、川西能勢口駅-鶯の森駅間の複線化に伴う同年12月3日のダイヤ改正に伴う輸送力増強に寄与した。引き続いて1968年4月1日付で524～529を借入し、4月24日のラッシュ時3連運転開始時には、先に投入されていた518～523ともども編成の前部に320形を連結して運用された。残る11両の借り入れについては、1971年4月7日からに川西能勢口駅-平野駅間において4両編成での運行を開始したことから同年5月10日付で506・507・510・511・517の5両を借り入れ、1972年4月8日からは4両運行が全線に拡大されたことから、残る6両についても同年9月30日付で借り入れを行い、搬入された23両全車が能勢電気軌道での運行を開始した。
その後320形同様車籍が阪急にあることで阪急所有車両の平均車齢が上昇することから、阪急から能勢電に対して購入依頼があり、1968年までに貸与された12両については1973年3月1日付で能勢電気軌道に譲渡され、残る11両も1977年6月14日付で譲渡された。
能勢電入りに際しては、当時存在した急カーブを曲がる際に支障となる標識灯の埋め込み化や、ジャンパ栓の内側への移設が行われた。また、借り入れ開始まで長期間留置されていた506〜517・530については、再使用時の車体整備の際に車内がクリーム色一色に塗り直されている。
能勢電気軌道入線後は、社名が能勢電気軌道から能勢電鉄に変わっても、本形式は320形や380形、1977年以降に入線した610系とともに主力車両として走り続け、大きな改造もなく使用されていた。1975年には、この時点で先頭車として使用されていた車両に列車無線が設置され、実質的に4～5両編成固定化された。
昭和50年代に入ると老朽化が目立つようになり、特に屋根回りの老朽化は雨漏りがするなど深刻な状態で、一部ベンチレータやランボードの撤去が行われた。1979年から1980年にかけて車体更新され、電動発電機の設置や車内灯の蛍光灯、屋根回りの整備、前照灯のシールドビーム化などが実施された。一方、列車無線を取りつけられていなかった車両の運転台が撤去された。518・519の2両は更新対象から外され、日生線で2両編成で使用され続けたが、室内灯はグローブ式の白熱灯から管球に変更されている。
更新も終了し、引き続き使用されるかと思われた本形式であったが、ATSの取り付けが困難なことから、320・380形同様、1983年以降1500系への置き換えが開始され、同年8月に506-507・520～523・528-529の8両が一度に廃車されたのを皮切りに、1984年7月に524～527の4両が、1985年8月には 510～517・530の9両がただ1両再起した380形383とともに廃車された。
その後も518-519の2両が残り、残存の320形とともに5両編成を組んで日生線で使用されたが、1986年12月7日にさよなら運転を行ったのち、同年12月20日付で廃車され、能勢電鉄の輸送力増強に多大な貢献をした本形式は姿を消した。